# Josef Grohé
Josef Grohé (6 de noviembre de 1902-3 de enero de 1988) fue un empresario y funcionario del Partido Nacionalsocialista Alemán. Fue Gauleiter del Gau Colonia-Aachen y Reichskommissar para el Reichskommissariat Belgien-Nordfrankreich hacia el final de la Segunda Guerra Mundial. 

## Biografía

### Comienzos
Grohé, con 16 años de edad, trató de unirse a la Armada Imperial Alemana durante la Primera Guerra Mundial en 1918, pero fue rechazado por ser menor de edad. Posteriormente, asistió a la escuela de negocios de 1919 a 1921 y trabajó como empleado en la industria del hardware.
El Partido Nazi había sido proscrito después del Putsch de Múnich de noviembre de 1923. Cuando se levantó la prohibición y se volvió a fundar el Partido, Grohé se reincorporó inmediatamente a él el 27 de febrero de 1925. El 17 de julio sucedió a Robert Ley como diputado Gauleiter del Gau Renania del Sur, también se desempeña como gerente comercial del Gau. En 1926 se convirtió en editor en jefe y editor del periódico nazi Völkischer Beobachter (Observador nacional). El 17 de noviembre de 1929 se convirtió en concejal de Colonia y presidente de la facción nazi en ese organismo. El 1 de junio de 1931, cuando el Gau Renania se dividió en dos, fue ascendido a Gauleiter de la recién formada Gau Cologne-Aachen, cargo que mantendría hasta abril de 1945. El 24 de abril de 1932 fue elegido miembro del Landtag de Prusia y miembro de su Junta Ejecutiva en mayo.

### Carrera política
Después de la toma del poder por los nazis, fue nombrado Plenipotenciario de la provincia del Rin del Reichsrat. El 14 de septiembre de 1933, Grohé fue nombrado miembro del Consejo de Estado de Prusia y el 12 de noviembre de 1933 fue elegido miembro del Reichstag por Colonia-Aquisgrán. Continuaría ocupando estos asientos hasta el final del régimen nazi. El 17 de noviembre de 1934 llegó su nombramiento como Consejero Provincial de Prusia para la Provincia del Rin. En septiembre de 1935, se convirtió en miembro de la Academia de Derecho Alemán.
Fue un antisemita virulento, durante los discursos de marzo de 1935, Grohé abogó por renovados boicots y ataques intensificados contra los judíos como un medio para aumentar el apoyo al Partido entre las clases medias bajas. También pidió ataques físicos a cualquiera que ignore el boicot y continúe patrocinando los negocios judíos. A diferencia de la mayoría de los demás Gauleiters, Grohé no pertenecía a las SA ni a las SS; sin embargo, a partir del 30 de enero de 1939 fue ascendido a Obergruppenführer en el Cuerpo Motor Nacional Socialista (Nationalsozialistisches Kraftfahrerkorps o NSKK).
El 10 de febrero de 1942, Grohé fue nombrado Comisionado de Defensa del Reich para Wehrkreis (Distrito Militar) VI, que comprendía su Gau junto con Gau Dusseldorf, Gau Essen y la mayor parte de Gau Westfalia-Norte y Gau Westfalia-Sur. Aunque se le atribuye la responsabilidad de las medidas de defensa civil, poco podía hacer Grohé para proteger su jurisdicción de los ataques aéreos aliados. La Operación Millennium del 30 al 31 de marzo de 1942 fue el primer ataque aéreo con mil bombarderos realizado por la RAF. Resultó en la muerte de más de 450 personas en Colonia y aproximadamente 45.000 quedaron sin hogar. El 16 de noviembre de 1942, la jurisdicción de los Comisionados de Defensa del Reich se cambió del nivel Wehrkreis al nivel de Gau, y permaneció como Comisionado solo para su Gau.
El 18 de julio de 1944, Grohé fue nombrado Reichskommissar del recién creado Reichskommissariat Belgien-Nordfrankreich. Sin embargo, su mandato fue corto, ya que a partir de septiembre de 1944 había comenzado la ocupación del territorio por parte de las fuerzas aliadas y Grohé no podía ejercer su autoridad correctamente; el 15 de diciembre se disolvió formalmente el Reichskommissariat. También en septiembre de 1944 Grohé, como todos los Gauleiters, asumió el mando de las unidades de la milicia Volkssturm en su Gau. A principios de marzo de 1945, Grohé ordenó la demolición de cinco grandes puentes sobre el Rin. El 6 de marzo de 1945 abandonó Colonia, cruzando el Rin en una lancha a motor antes del avance de las fuerzas estadounidenses. Un seguidor fanático de Adolf Hitler, Grohé continuó resistiendo la súplica de Albert Speer de ignorar la política de tierra arrasada ordenada por la Orden Nerón de Hitler. Finalmente, el 8 de abril disolvió su organización Gau y huyó hacia los Montes Metálicos, donde permaneció hasta el final de la guerra antes de regresar a la Alemania occidental.

### Vida en la posguerra
Después de sobrevivir a un intento de suicidio, Grohé trabajó como jornalero bajo un nombre falso en Heringhausen y logró evadir la captura hasta que fue arrestado por las autoridades de ocupación británicas el 22 de agosto de 1946. Entregado a las autoridades belgas el 7 de mayo de 1947, fue enviado de regreso a Alemania el 30 de septiembre de 1949 sin haber sido procesado. El 18 de septiembre de 1950, fue sentenciado a cuatro años y medio de prisión (tiempo cumplido) por un tribunal de desnazificación en Bielefeld por ser parte de la dirección política del partido nazi. Había sabido del Holocausto, pero el tribunal no pudo probar su participación en atrocidades. 
Después de salir de la cárcel, continuó su carrera profesional como representante de ventas de los fabricantes de juguetes alemanes. Entre 1951 y 1953, estuvo asociado con el grupo de ex nazis conocido como el Círculo Naumann, encabezado por Werner Naumann, que trató de infiltrarse en el Partido Democrático Libre de Alemania Occidental. Grohé permaneció dedicado a la causa nazi por el resto de su vida y no mostró ningún remordimiento.